# مبانی طیف‌سنجی مولکولی
مبانی طیف‌سنجی مولکولی کتابی از سی. ان. بن‌ول با ترجمهٔ مسعود حسن‌پور و رضا اسلام‌پور است که در سال ۱۳۶۷ منتشر و در مراسم کتاب سال جمهوری اسلامی ایران به‌عنوان کتاب شایسته تقدیر معرفی شد.